# 17e étape du Tour de France 2015
Pour un article plus général, voir Tour de France 2015.
La 17e étape du Tour de France 2015 s'est déroulée le mercredi 22 juillet 2015 entre Digne-les-Bains et Pra-Loup sur une distance de 161 kilomètres.

## Parcours
Première étape alpine du tour 2015, son parcours est identique à celui emprunté six semaines auparavant lors de la cinquième étape du Critérium du Dauphiné remportée par le Français Romain Bardet (AG2R La Mondiale).
Au départ de Digne-les-Bains, pour relier Pra-Loup, cette 17e étape du Tour de France 2015 compte 5 cols : un de 1re catégorie, le Col d'Allos (à 2 250 m d'altitude, avec une montée de 14 km à 5,5 %) ; deux cols de 3e catégorie, le Col des Lèques (avec une montée de 6 km à 5,3 %) et le Col de Toutes Aures (avec une montée de 6,1 km à 3,1 %) ; deux cols de 2e catégorie, le Col de la Colle-Saint-Michel (à 1 431 m d'altitude, avec une montée de 11 km à 5,2 %) et l'arrivée à Pra-Loup (à 1 431 m d'altitude, après une montée de 6,2 km à 6,5 %). Le sprint intermédiaire a lieu à Beauvezer, au kilomètre 111.

## Déroulement de la course
Après plusieurs tentatives infructueuses pour sortir du peloton, un groupe de 28 coureurs se forme dans l'ascension au col de Toutes Aures au kilomètre 64 : Jan Bakelants et Mickaël Chérel d'AG2R La Mondiale, Tanel Kangert d'Astana, Andrew Talansky et Ryder Hesjedal de Cannondale Garmin, Nicolas Edet de Cofidis, Rigoberto Urán de Quick Step, Perrig Quéméneur d'Europcar, Thibaut Pinot et Benoit Vaugrenard de la FDJ, John Degenkolb  et Simon Geschke de Giant-Alpecin, Mathias Frank d'IAM (le mieux placé au classement général, 13e à 14 min 23 s de Froome), Alberto Losada de Katusha, Kristijan Đurasek et Rafael Valls de Lampre-Merida, Steven Kruijswijk de Lotto NL-Jumbo, Jonathan Castroviejo, José Herrada et Gorka Izagirre de Movistar, Merhawi Kudus, Serge Pauwels et Daniel Teklehaimanot de MTN-Qhubeka, Adam Yates d'Orica, Richie Porte et Nicolas Roche de Sky, Rafał Majka et Peter Sagan de Tinkoff-Saxo. Dans le col de la Colle-Saint-Michel, Alberto Contador accompagné par son coéquipier Rogers puis Valverde testent la Sky en attaquant mais ils sont vite repris. L'échappée a 4 min 40 s sur le peloton maillot jaune au sprint intermédiaire. Juste après ce sprint, Simon Geschke se lance dans un raid solitaire et aborde la montée au col d'Allos avec 1 min 10 s d'avance sur son premier poursuivant, Teklehaimanot, et 1 min 41 s sur le reste des poursuivants. Après avoir franchi le sommet en tête, il est chassé par Thibaut Pinot qui revient à 1 min 08 s mais ce dernier se met à la faute dans la descente : une pédale gauche posée à l’intérieur dans un virage à gauche le fait chuter sur le bitume. Il continue la descente, refroidi, et voit revenir sur lui Talansky, puis Uran, Yates et Frank qui ne peuvent empêcher Geschke de remporter sa première étape sur un grand tour. Dans cette même descente, Contador chute. Son coéquipier Peter Sagan lui prête son vélo mais il termine avec 2 min 17 s de retard sur Froome. Nairo Quintana attaque en vain Christopher Froome dans le dernier col, les deux leaders arrivant 7 min 16 s après le vainqueur.

## Résultats

### Classement de l'étape
| Classement de la 17e étape | Classement de la 17e étape | Classement de la 17e étape | Classement de la 17e étape | Classement de la 17e étape |
|                            | Coureur                    | Pays                       | Équipe                     | Temps                      |
| -------------------------- | -------------------------- | -------------------------- | -------------------------- | -------------------------- |
| 1er                        | Simon Geschke              | Allemagne                  | Giant-Alpecin              | en 4 h 12 min 17 s         |
| 2e                         | Andrew Talansky            | États-Unis                 | Cannondale-Garmin          | + 32 s                     |
| 3e                         | Rigoberto Urán             | Colombie                   | Etixx-Quick Step           | + 1 min 1 s                |
| 4e                         | Thibaut Pinot              | France                     | FDJ                        | + 1 min 36 s               |
| 5e                         | Mathias Frank              | Suisse                     | IAM                        | + 1 min 40 s               |
| 6e                         | Steven Kruijswijk          | Pays-Bas                   | Lotto NL-Jumbo             | + 2 min 27 s               |
| 7e                         | Nicolas Roche              | Irlande                    | Sky                        | + 3 min 2 s                |
| 8e                         | Jonathan Castroviejo       | Espagne                    | Movistar                   | + 3 min 4 s                |
| 9e                         | Serge Pauwels              | Belgique                   | MTN-Qhubeka                | + 3 min 5 s                |
| 10e                        | Adam Yates                 | Royaume-Uni                | Orica-GreenEDGE            | + 3 min 21 s               |
| modifier                   |                            |                            |                            |                            |

### Points attribués
| Sprint intermédiaire Beauvezer (km 111) | Sprint intermédiaire Beauvezer (km 111) | Sprint intermédiaire Beauvezer (km 111) | Sprint intermédiaire Beauvezer (km 111) | Sprint intermédiaire Beauvezer (km 111) |
| --------------------------------------- | --------------------------------------- | --------------------------------------- | --------------------------------------- | --------------------------------------- |
|                                         | Coureur                                 | Pays                                    | Équipe                                  | Point(s)                                |
| 1er                                     | Benoît Vaugrenard                       | France                                  | FDJ                                     | 20                                      |
| 2e                                      | John Degenkolb                          | Allemagne                               | Giant-Alpecin                           | 17                                      |
| 3e                                      | Peter Sagan                             | Slovaquie                               | Tinkoff-Saxo                            | 15                                      |
| 4e                                      | Simon Geschke                           | Allemagne                               | Giant-Alpecin                           | 13                                      |
| 5e                                      | Mathias Frank                           | Suisse                                  | IAM                                     | 11                                      |
| 6e                                      | Kristijan Đurasek                       | Croatie                                 | Lampre-Merida                           | 10                                      |
| 7e                                      | Thibaut Pinot                           | France                                  | FDJ                                     | 9                                       |
| 8e                                      | Daniel Teklehaimanot                    | Érythrée                                | MTN-Qhubeka                             | 8                                       |
| 9e                                      | Merhawi Kudus                           | Érythrée                                | MTN-Qhubeka                             | 7                                       |
| 10e                                     | Gorka Izagirre                          | Espagne                                 | Movistar                                | 6                                       |
| 11e                                     | Nicolas Edet                            | France                                  | Cofidis                                 | 5                                       |
| 12e                                     | Rafał Majka                             | Pologne                                 | Tinkoff-Saxo                            | 4                                       |
| 13e                                     | Richie Porte                            | Australie                               | Sky                                     | 3                                       |
| 14e                                     | Adam Yates                              | Royaume-Uni                             | Orica-GreenEDGE                         | 2                                       |
| 15e                                     | Nicolas Roche                           | Irlande                                 | Sky                                     | 1                                       |
| modifier                                |                                         |                                         |                                         |                                         |

| Arrivée d'étape Pra-Loup (km 161) | Arrivée d'étape Pra-Loup (km 161) | Arrivée d'étape Pra-Loup (km 161) | Arrivée d'étape Pra-Loup (km 161) | Arrivée d'étape Pra-Loup (km 161) |
| --------------------------------- | --------------------------------- | --------------------------------- | --------------------------------- | --------------------------------- |
|                                   | Coureur                           | Pays                              | Équipe                            | Point(s)                          |
| 1er                               | Simon Geschke                     | Allemagne                         | Giant-Alpecin                     | 20                                |
| 2e                                | Andrew Talansky                   | États-Unis                        | Cannondale-Garmin                 | 17                                |
| 3e                                | Rigoberto Urán                    | Colombie                          | Etixx-Quick Step                  | 15                                |
| 4e                                | Thibaut Pinot                     | France                            | FDJ                               | 13                                |
| 5e                                | Mathias Frank                     | Suisse                            | IAM                               | 11                                |
| 6e                                | Steven Kruijswijk                 | Pays-Bas                          | Lotto NL-Jumbo                    | 10                                |
| 7e                                | Nicolas Roche                     | Irlande                           | Sky                               | 9                                 |
| 8e                                | Jonathan Castroviejo              | Espagne                           | Movistar                          | 8                                 |
| 9e                                | Serge Pauwels                     | Belgique                          | MTN-Qhubeka                       | 7                                 |
| 10e                               | Adam Yates                        | Royaume-Uni                       | Orica-GreenEDGE                   | 6                                 |
| 11e                               | Jan Bakelants                     | Belgique                          | AG2R La Mondiale                  | 5                                 |
| 12e                               | Daniel Teklehaimanot              | Érythrée                          | MTN-Qhubeka                       | 4                                 |
| 13e                               | Rafał Majka                       | Pologne                           | Tinkoff-Saxo                      | 3                                 |
| 14e                               | Merhawi Kudus                     | Érythrée                          | MTN-Qhubeka                       | 2                                 |
| 15e                               | Ryder Hesjedal                    | Canada                            | Cannondale-Garmin                 | 1                                 |
| modifier                          |                                   |                                   |                                   |                                   |

| - Bonifications à l'arrivée \| \| Coureur \| Pays \| Équipe \| Bonifications \| \| - \| --------------- \| ---------- \| ----------------- \| ------------- \| \| 1 \| Simon Geschke \| Allemagne \| Giant-Alpecin \| 10 s \| \| 2 \| Andrew Talansky \| États-Unis \| Cannondale-Garmin \| 6 s \| \| 3 \| Rigoberto Urán \| Colombie \| Etixx-Quick Step \| 4 s \| |                 |            |                   |               |
| | Coureur         | Pays       | Équipe            | Bonifications |
| 1 | Simon Geschke   | Allemagne  | Giant-Alpecin     | 10 s          |
| 2 | Andrew Talansky | États-Unis | Cannondale-Garmin | 6 s           |
| 3 | Rigoberto Urán  | Colombie   | Etixx-Quick Step  | 4 s           |

### Cols et côtes
| Col des Lèques (km 40) 3e catégorie | Col des Lèques (km 40) 3e catégorie | Col des Lèques (km 40) 3e catégorie | Col des Lèques (km 40) 3e catégorie | Col des Lèques (km 40) 3e catégorie |
| ----------------------------------- | ----------------------------------- | ----------------------------------- | ----------------------------------- | ----------------------------------- |
|                                     | Coureur                             | Pays                                | Équipe                              | Point(s)                            |
| 1er                                 | Rafał Majka                         | Pologne                             | Tinkoff-Saxo                        | 2                                   |
| 2e                                  | Kristijan Đurasek                   | Croatie                             | Lampre-Merida                       | 1                                   |
| modifier                            |                                     |                                     |                                     |                                     |

| Col de Toutes Aures (km 67) 3e catégorie | Col de Toutes Aures (km 67) 3e catégorie | Col de Toutes Aures (km 67) 3e catégorie | Col de Toutes Aures (km 67) 3e catégorie | Col de Toutes Aures (km 67) 3e catégorie |
| ---------------------------------------- | ---------------------------------------- | ---------------------------------------- | ---------------------------------------- | ---------------------------------------- |
|                                          | Coureur                                  | Pays                                     | Équipe                                   | Point(s)                                 |
| 1er                                      | Serge Pauwels                            | Belgique                                 | MTN-Qhubeka                              | 2                                        |
| 2e                                       | Daniel Teklehaimanot                     | Érythrée                                 | MTN-Qhubeka                              | 1                                        |
| modifier                                 |                                          |                                          |                                          |                                          |

| Col de la Colle-Saint-Michel (km 96) 2e catégorie | Col de la Colle-Saint-Michel (km 96) 2e catégorie | Col de la Colle-Saint-Michel (km 96) 2e catégorie | Col de la Colle-Saint-Michel (km 96) 2e catégorie | Col de la Colle-Saint-Michel (km 96) 2e catégorie |
| ------------------------------------------------- | ------------------------------------------------- | ------------------------------------------------- | ------------------------------------------------- | ------------------------------------------------- |
|                                                   | Coureur                                           | Pays                                              | Équipe                                            | Point(s)                                          |
| 1er                                               | Serge Pauwels                                     | Belgique                                          | MTN-Qhubeka                                       | 5                                                 |
| 2e                                                | José Herrada                                      | Espagne                                           | Movistar                                          | 3                                                 |
| 3e                                                | Kristijan Đurasek                                 | Croatie                                           | Lampre-Merida                                     | 2                                                 |
| 4e                                                | John Degenkolb                                    | Allemagne                                         | Giant-Alpecin                                     | 1                                                 |
| modifier                                          |                                                   |                                                   |                                                   |                                                   |

| Col d'Allos - Souvenir Henri Desgrange (km 139) 1re catégorie | Col d'Allos - Souvenir Henri Desgrange (km 139) 1re catégorie | Col d'Allos - Souvenir Henri Desgrange (km 139) 1re catégorie | Col d'Allos - Souvenir Henri Desgrange (km 139) 1re catégorie | Col d'Allos - Souvenir Henri Desgrange (km 139) 1re catégorie |
| ------------------------------------------------------------- | ------------------------------------------------------------- | ------------------------------------------------------------- | ------------------------------------------------------------- | ------------------------------------------------------------- |
|                                                               | Coureur                                                       | Pays                                                          | Équipe                                                        | Point(s)                                                      |
| 1er                                                           | Simon Geschke                                                 | Allemagne                                                     | Giant-Alpecin                                                 | 10                                                            |
| 2e                                                            | Thibaut Pinot                                                 | France                                                        | FDJ                                                           | 8                                                             |
| 3e                                                            | Andrew Talansky                                               | États-Unis                                                    | Cannondale-Garmin                                             | 6                                                             |
| 4e                                                            | Mathias Frank                                                 | Suisse                                                        | IAM                                                           | 4                                                             |
| 5e                                                            | Steven Kruijswijk                                             | Pays-Bas                                                      | Lotto NL-Jumbo                                                | 2                                                             |
| 6e                                                            | Adam Yates                                                    | Royaume-Uni                                                   | Orica-GreenEDGE                                               | 1                                                             |
| modifier                                                      |                                                               |                                                               |                                                               |                                                               |

| Pra-Loup (km 161) Arrivée d'étape - 2e catégorie | Pra-Loup (km 161) Arrivée d'étape - 2e catégorie | Pra-Loup (km 161) Arrivée d'étape - 2e catégorie | Pra-Loup (km 161) Arrivée d'étape - 2e catégorie | Pra-Loup (km 161) Arrivée d'étape - 2e catégorie |
| ------------------------------------------------ | ------------------------------------------------ | ------------------------------------------------ | ------------------------------------------------ | ------------------------------------------------ |
|                                                  | Coureur                                          | Pays                                             | Équipe                                           | Point(s)                                         |
| 1er                                              | Simon Geschke                                    | Allemagne                                        | Giant-Alpecin                                    | 10                                               |
| 2e                                               | Andrew Talansky                                  | États-Unis                                       | Cannondale-Garmin                                | 6                                                |
| 3e                                               | Rigoberto Urán                                   | Colombie                                         | Etixx-Quick Step                                 | 4                                                |
| 4e                                               | Thibaut Pinot                                    | France                                           | FDJ                                              | 2                                                |
| modifier                                         |                                                  |                                                  |                                                  |                                                  |

## Classements à l'issue de l'étape

### Classement général
| Classement général | Classement général | Classement général | Classement général  | Classement général |
|                    | Coureur            | Pays               | Équipe              | Temps              |
| ------------------ | ------------------ | ------------------ | ------------------- | ------------------ |
| 1er                | Christopher Froome | Royaume-Uni        | Sky                 | en 69 h 6 min 49 s |
| 2e                 | Nairo Quintana     | Colombie           | Movistar            | + 3 min 10 s       |
| 3e                 | Alejandro Valverde | Espagne            | Movistar            | + 4 min 9 s        |
| 4e                 | Geraint Thomas     | Royaume-Uni        | Sky                 | + 6 min 34 s       |
| 5e                 | Alberto Contador   | Espagne            | Tinkoff-Saxo        | + 6 min 40 s       |
| 6e                 | Robert Gesink      | Pays-Bas           | Lotto NL-Jumbo      | + 7 min 39 s       |
| 7e                 | Vincenzo Nibali    | Italie             | Astana              | + 8 min 4 s        |
| 8e                 | Mathias Frank      | Suisse             | IAM                 | + 8 min 47 s       |
| 9e                 | Bauke Mollema      | Pays-Bas           | Trek Factory Racing | + 11 min 47 s      |
| 10e                | Warren Barguil     | France             | Giant-Alpecin       | + 13 min 8 s       |
| modifier           |                    |                    |                     |                    |

### Classement par points
| Classement par points | Classement par points | Classement par points | Classement par points | Classement par points |
| --------------------- | --------------------- | --------------------- | --------------------- | --------------------- |
|                       | Coureur               | Pays                  | Équipe                | Point(s)              |
| 1er                   | Peter Sagan           | Slovaquie             | Tinkoff-Saxo          | 420 points            |
| 2e                    | André Greipel         | Allemagne             | Lotto-Soudal          | 316 pts               |
| 3e                    | John Degenkolb        | Allemagne             | Giant-Alpecin         | 281 pts               |
| 4e                    | Mark Cavendish        | Royaume-Uni           | Etixx-Quick Step      | 192 pts               |
| 5e                    | Bryan Coquard         | France                | Europcar              | 122 pts               |
| 6e                    | Christopher Froome    | Royaume-Uni           | Sky                   | 109 pts               |
| 7e                    | Zdeněk Štybar         | Tchéquie              | Etixx-Quick Step      | 78 pts                |
| 8e                    | Alejandro Valverde    | Espagne               | Movistar              | 77 pts                |
| 9e                    | Tony Gallopin         | France                | Lotto-Soudal          | 76 pts                |
| 10e                   | Alexander Kristoff    | Norvège               | Katusha               | 70 pts                |
| modifier              |                       |                       |                       |                       |

### Classement du meilleur grimpeur
| Classement du meilleur grimpeur | Classement du meilleur grimpeur | Classement du meilleur grimpeur | Classement du meilleur grimpeur | Classement du meilleur grimpeur |
| ------------------------------- | ------------------------------- | ------------------------------- | ------------------------------- | ------------------------------- |
|                                 | Coureur                         | Pays                            | Équipe                          | Point(s)                        |
| 1er                             | Christopher Froome              | Royaume-Uni                     | Sky                             | 61 points                       |
| 2e                              | Joaquim Rodríguez               | Espagne                         | Katusha                         | 52 pts                          |
| 3e                              | Jakob Fuglsang                  | Danemark                        | Astana                          | 41 pts                          |
| 4e                              | Serge Pauwels                   | Belgique                        | MTN-Qhubeka                     | 40 pts                          |
| 5e                              | Richie Porte                    | Australie                       | Sky                             | 40 pts                          |
| 6e                              | Romain Bardet                   | France                          | AG2R La Mondiale                | 38 pts                          |
| 7e                              | Rafał Majka                     | Pologne                         | Tinkoff-Saxo                    | 34 pts                          |
| 8e                              | Nairo Quintana                  | Colombie                        | Movistar                        | 32 pts                          |
| 9e                              | Alejandro Valverde              | Espagne                         | Movistar                        | 32 pts                          |
| 10e                             | Gorka Izagirre                  | Espagne                         | Movistar                        | 28 pts                          |
| modifier                        |                                 |                                 |                                 |                                 |

### Classement du meilleur jeune
| Classement général du meilleur jeune | Classement général du meilleur jeune | Classement général du meilleur jeune | Classement général du meilleur jeune | Classement général du meilleur jeune |
|                                      | Coureur                              | Pays                                 | Équipe                               | Temps                                |
| ------------------------------------ | ------------------------------------ | ------------------------------------ | ------------------------------------ | ------------------------------------ |
| 1er                                  | Nairo Quintana                       | Colombie                             | Movistar                             | en 69 h 9 min 59 s                   |
| 2e                                   | Warren Barguil                       | France                               | Giant-Alpecin                        | + 9 min 58 s                         |
| 3e                                   | Romain Bardet                        | France                               | AG2R La Mondiale                     | + 12 min 54 s                        |
| 4e                                   | Thibaut Pinot                        | France                               | FDJ                                  | + 23 min 4 s                         |
| 5e                                   | Peter Sagan                          | Slovaquie                            | Tinkoff-Saxo                         | + 58 min 25 s                        |
| modifier                             |                                      |                                      |                                      |                                      |

### Classement par équipes
| Classement par équipes | Classement par équipes | Classement par équipes | Classement par équipes |
|                        | Équipe                 | Pays                   | Temps                  |
| ---------------------- | ---------------------- | ---------------------- | ---------------------- |
| 1re                    | Movistar               | Espagne                | en 208 h 18 min 5 s    |
| 2e                     | MTN-Qhubeka            | Afrique du Sud         | + 16 min 57 s          |
| 3e                     | Sky                    | Royaume-Uni            | + 33 min 41 s          |
| 4e                     | Tinkoff-Saxo           | Russie                 | + 38 min 36 s          |
| 5e                     | Astana                 | Kazakhstan             | + 46 min 31 s          |
| modifier               |                        |                        |                        |

### Abandons
- Laurent Didier (Trek Factory Racing) : non-partant[3]
- Jérôme Coppel (IAM) : abandon[4]
- Nathan Haas (Cannondale-Garmin) : abandon[4]
- Tejay van Garderen (BMC Racing) : abandon au bout de 90 kilomètres de course à cause « d'un rhume et de symptômes fiévreux » alors qu'il occupe la 3e place au classement général[5],[6]
- Sam Bennett (Bora-Argon 18) : abandon[7]
- Michał Kwiatkowski (Etixx-Quick Step) : abandon[8],[6]